# Sten Hellberg
Sten Hugo Hellberg, född 12 mars 1933 i Ystad, är en före detta handbollsspelare. Han spelade som kantspelare i anfall.

## Karriär
Sten Hellberg växte upp i Ystad och spelade handboll. Han representerade Ystads IF till 1956 och valde sedan Lugi HF och spelade där i sex säsonger. Under Lugitiden spelade han 102 matcher för klubben och gjorde 247 mål i klubben totalt.
Han var en framgångsrik anfallsspelare på kanten i Ystads IF och debuterade i landslaget 1954. Hellberg spelade 18 landskamper totalt och VM-turneringen 1958 är den självklara höjdpunkten då han blev världsmästare med svenska landslaget. Han är Stor Grabb.

## Klubbar
- Ystads IF (–1956)
- Lugi HF (1956–1962)

## Meriter
- VM-guld 1958
- SM-silver med Lugi HF